# Transurbano
El Transurbano es un sistema de transporte público de la ciudad de Guatemala. Es operado por el Sistema Integrado Guatemalteco de Autobuses y fue impulsado en su implementación por el Gobierno de Guatemala durante la administración Álvaro Colom, y la Asociación de Empresarios de Autobuses Urbanos. En la actualidad solo presta servicio en algunas rutas y el sistema prepago dejó de funcionar. 
Este sistema pretendía reemplazar el sistema de transporte público en el departamento de Guatemala. El servicio inició el 3 de julio de 2010 en las zonas 12 y 21 de Guatemala, en la Calzada Atanasio Tzul y la Avenida Petapa. Tuvo su apogeo entre los años 2010 al 2015, posteriormente el servicio se convirtió en irregular hasta que la situación empeoró después de la Pandemia de Covid-19.

## Fases
Cuando inició el proyecto en el año 2010 las rutas se fueron implementando de acuerdo a fases bien planteadas y según los organizadores del proyecto se buscaba implementarlo así:
- Fase 1: Zonas 12 y 21 de la ciudad de Guatemala.
- Fase 2: Zonas 17, 18, 24 y 25 de la ciudad de Guatemala; Aldea El Fiscal, Palencia y CentraNorte.[2]
- Fase 3: Mixco.[3]
- Fase 4: Las zonas 5, 13 y 15 de la ciudad de Guatemala, y también áreas de Santa Catarina Pinula,[4] El Pajón y Piedra Parada.

## Buses
Los buses que en un inicio integraron el Transurbano eran procedentes de Brasil, específicamente de las fabricantes de carrocerías Busscar (modelo Urbanuss Pluss S3), Marcopolo (modelo Torino) y CAIO (modelo Apache VIP). Cabe mencionar que los tres modelos poseen chasis Mercedes-Benz OF 1721, y tienen capacidad de 80 pasajeros (41 sentados y 39 parados). Cada bus tenía dos pantallas LCD informativas, GPS y dos cámaras de seguridad. Además los buses tenían un timbre para solicitar que el automotor parara en determinada estación.
Inicialmente la fábrica de carrocerías guatemaltecas Rosmo, junto con Hino Motors, Cardtech, GPS de Centroamérica y Maprisa, realizaron un prototipo de este nuevo sistema de transporte pero fue rechazado por la Municipalidad de Guatemala y la Asociación de Empresarios de Autobuses Urbanos.
A los pocos años de iniciado el servicio las unidades comenzaron a mostrar cierto deterioro, principalmente por la falta de mantenimiento a estos, entre los que se podía encontrar: asientos manchados o con grafitis, basura y polvo en los pasillos, molinetes de ingreso y egreso en mal estado, desprendimiento de las partes del bus, fallos y daños en las pantallas LCD, mal funcionamiento de los servicios de comunicación por radio entre unidades y establecimiento central, destrucción de los timbres.
En 2016 comenzaron a circular algunos buses de la marca Gillig Phantom con molinete de ingreso y timbre, estos fueron incluidos para el servicio que se prestaba en Centra Norte y años después toda la flota de buses originales Busscar y Marcopolo fueron sustituidos por estos. De acuerdo a reportajes se supo que la razón fue que muchos buses sufrieron desperfectos mecánicos y la empresa encargada, al no tener los fondos suficientes, decidió sustituir buses y así fue como cada vez circularon menos vehículos.

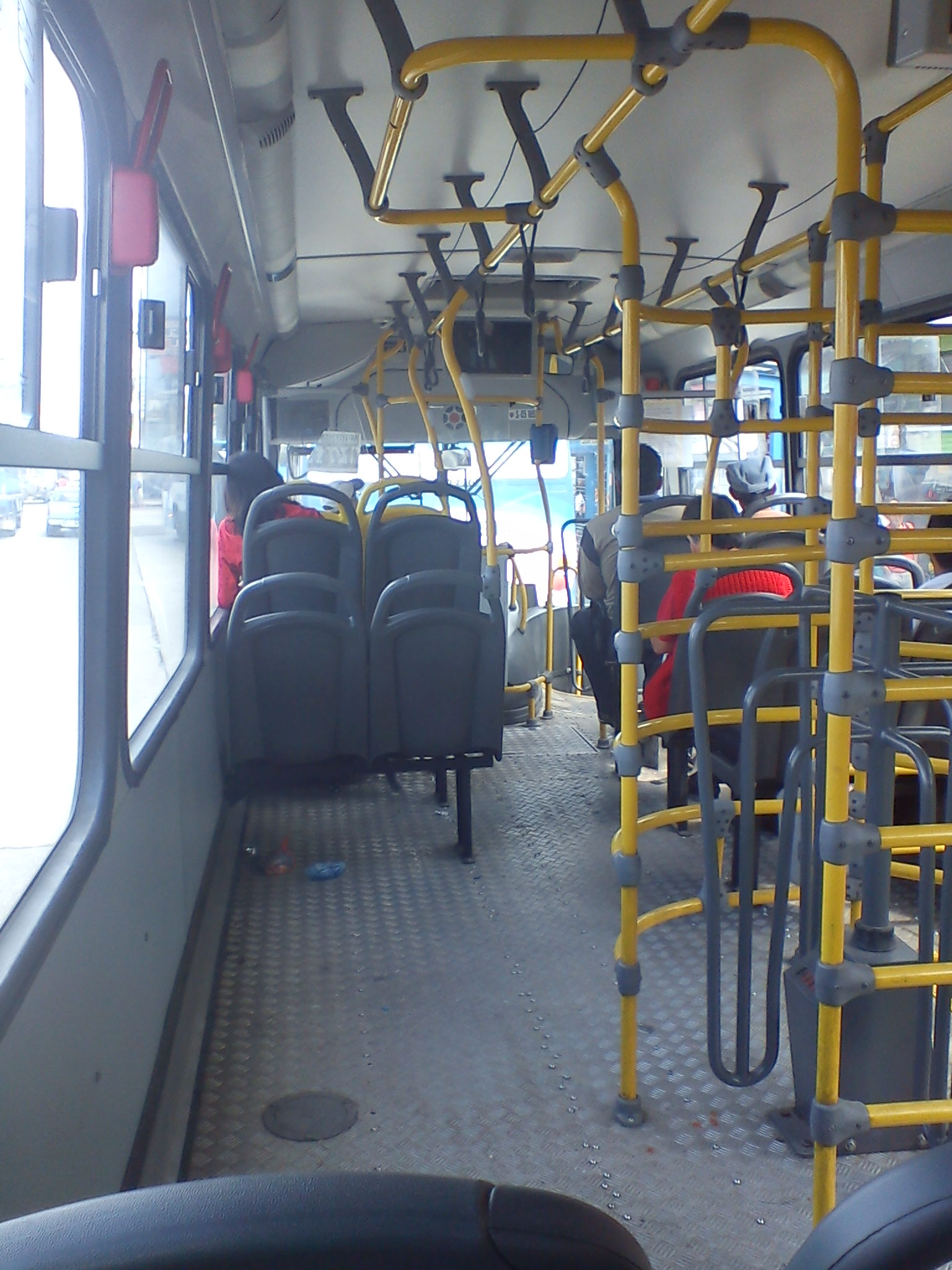
Interior de un Bus Transurbano, cuando el servicio era regular.

## Sistema de pago
El servicio es pagado a través de una tarjeta inteligente tipo RFID del Sistema Integrado Guatemalteco de Autobuses (SIGA) en los validadores que se encuentran en cada unidad del Transurbano. Los usuarios colocan la tarjeta en el sensor y se activa el molinete de entrada para que puedan ingresar.
En los últimos años debido a la irregularidad del servicio, principalmente entre 2022 e inicios de 2023 los pilotos comenzaron cobrar en efectivo y condicionaron la entrada de los usuarios a esta modalidad de pago.

## Rutas
En su inicio y apogeo el servicio brindó su servicio en distintas rutas, las cuales se pueden considerar como las «originales» y fueron: 

### Eje Sur

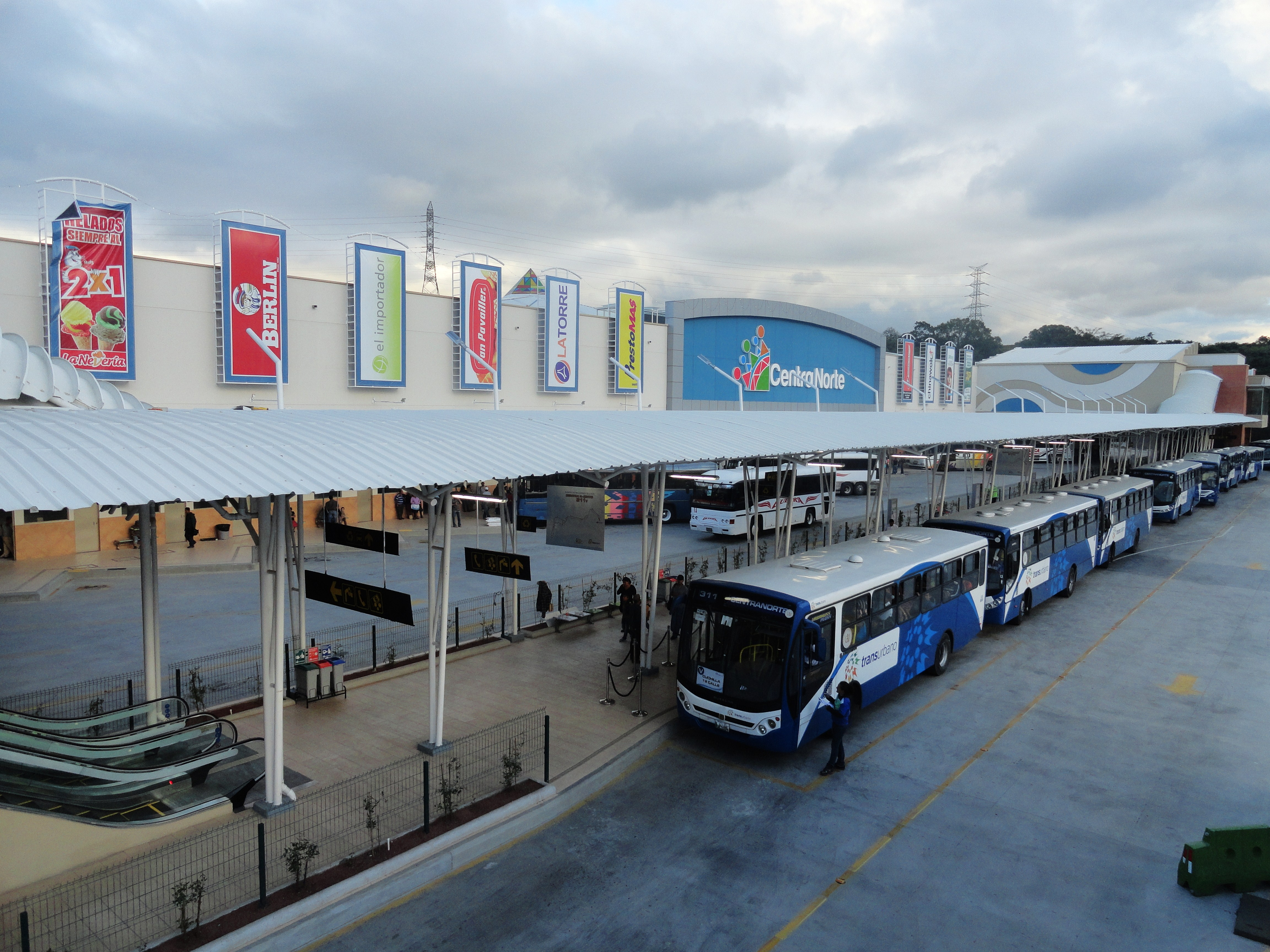
Buses de Transurbano en estación Centra Norte.

| Ruta | Nombre                                                             |
| ---- | ------------------------------------------------------------------ |
| 280  | Guajitos - Petapa - Trébol                                         |
| 281  | Guajitos - Castellana - Terminal                                   |
| 282  | Guajitos - Santa Cecilia - Centro - Parque                         |
| 283  | Justo Rufino Barrios - Obelisco                                    |
| 284  | Justo Rufino Barrios - Venezuela - Castellana - Terminal           |
| 285  | Justo Rufino Barrios - Venezuela - Santa Cecilia - Centro - Parque |
| 286  | Justo Rufino Barrios - Trébol                                      |
| 287  | Justo Rufino Barrios - Santa Cecilia - Centro - Parque             |
| 288  | Justo Rufino Barrios - Castellana - Terminal                       |
| 250  | Nimajuyú - Obelisco                                                |
| 251  | Cerro Gordo - Nimajuyú - Santa Cecilia - Centro - Parque           |
| 252  | Loma Blanca - Nimajuyú - Santa Cecilia - Centro - Parque           |
| 253  | Loma Blanca - Nimajuyú - Castellana - Terminal                     |
| 254  | Ciudad Real - Santa Cecilia - Centro - Parque                      |
| 256  | Villa Hermosa - Trébol                                             |
| 257  | Villa Hermosa - Terminal                                           |
| 256P | Prados Villa Hermosa - Trébol                                      |
| 257P | Prados Villa Hermosa - Terminal                                    |

### Eje Norte
| Ruta | Nombre                         | Vía                                                      |
| ---- | ------------------------------ | -------------------------------------------------------- |
| 260  | Paraíso - Centro Oriente       | Mercado San Martín, 12 Avenida                           |
| 261  | Paraíso - Centro Occidente     | Calle Martí, 10.ª Avenida                                |
| 262  | Pinares del Norte - Centro     | Calle Martí, 10.ª Avenida                                |
| 263  | Pinares del Norte - Centro     | Calle Martí, 4.ª avenida                                 |
| 264  | Ilusiones - Kennedy - Centro   | Calle Martí, 4.ª Avenida                                 |
| 265  | Ilusiones - Kennedy - Centro   | Mercado San Martín, 12 Avenida                           |
| 266  | Alameda - Centro 12 avenida    | Mercado San Martín, 12 Avenida                           |
| 268  | Alameda - Centro 10 avenida    | Calle Martí, 10.ª avenida                                |
| 300  | El Limón - Atlántida - Centro  | Calle Martí, 2.ª Avenida                                 |
| 301  | Maya -                         | Bulevar Los Olivos, Centro                               |
| 302  | Maya -                         | Bulevar Los Olivos, Centro                               |
| 305  | Prado - Atlántida              | Las Tapias, Atlántida                                    |
| 306  | Canaán - Atlántida             | Las Tapias, Atlántida                                    |
| 307  | Rosario - Atlántida            | El Rosario, Atlántida                                    |
| 309  | Lomas del Norte - Centro       | Mercado San Martín, 10.ª Avenida                         |
| 310P | Las Pilas - Centro             | Calle Martí, 10.ª Avenida                                |
| 310J | Cantón Jagüey - Centro         | Calle Martí, 10.ª avenida                                |
| 311  | Los Ángeles - Centro           | Centra Norte, Calle Martí, 4.ª avenida                   |
| 311V | Centra Norte - Centro          | Centra Norte, Mercado San Martín, Parque Colón, 18 Calle |
| 311O | Los Ocotes - Parroquia         | Aldea Los Ocotes, Centra Norte, Parroquia                |
| 312  | El Chato, Llano Largo - Centro | Calle Martí, 10 avenida                                  |
| 312F | Fiscal - Centro                | San Martín, Parque Colón                                 |

### Santa Catarina Pínula
| Ruta | Nombre                           | Vía                                     |
| ---- | -------------------------------- | --------------------------------------- |
| 110  | Santa Catarina Pinula - Terminal | Próceres, 5.ª. Avenida Zona 9, Terminal |

### Avenida Reforma
| Ruta | Nombre                            | Vía                               |
| ---- | --------------------------------- | --------------------------------- |
| 250R | Avenida La Reforma - Tikal Futura | Avenida La Reforma Zona 9, Trébol |

### Mixco
| Ruta | Nombre                           | Vía                                   |
| ---- | -------------------------------- | ------------------------------------- |
| 76A  | Colinas de minerva-Valle del sol | Bulevard Minerva-Bulevard San Nicolás |

### Zona 6 y Chinautla
En 2017 comenzaron a operar nuevas rutas bajo la marca de Transurbano bajo un convenio entre SIGA y la municipalidad de Chinautla y circulaban principalmente desde Chinautla por la zona 6 a zona 1 de Guatemala.
| Ruta | Nombre      | Vía                         |
| ---- | ----------- | --------------------------- |
| 201  | Jocotales   | Jocotales - USAC            |
| 202  | Santa Luisa | Santa Luisa - USAC          |
| 203  | USAC        |                             |
| 3    | Jocotales   | Jocotales - Jardines Zona 5 |
| 80   | Jocotales   | Jocotales - Terminal        |

#### Modificación de estaciones
A partir del 5 de febrero de 2013, la Municipalidad de Guatemala a través de la Superintendencia de Transporte Público, decidió modificar la ubicación de las estaciones de abordaje de las rutas del eje norte de Transurbano para comodidad del usuario. Los cambios fueron hechos en las rutas 263 (Pinares - 4.ª. Avenida) y 268 (Alameda - 10.ª Avenida), cuya estación estaba ubicada en la 9.ª Avenida y 15 Calle, la cual fue trasladada a la 14 Calle "A" de la misma avenida. Además, también se hicieron cambios en la ruta 265 (Kennedy - 12 Avenida), cuya estación se ubicaba en la 16 Calle entre 10 y 11 avenidas, la cual fue trasladada a la 9.ª Avenida y 16 calle. Al resto de rutas no les fueron cambiadas sus estaciones.

## Seguridad
En un inicio tanto las paradas como los autobuses poseían cámaras de circuito cerrado para mantener un registro de todas las actividades que se presentaban en el sistema. Además, los buses tenían un sistema de GPS, para que fueran rastreados a través del recorrido y coordinar la distancia de los mismos.
Todas las paradas del Transurbano también tenían instaladas un botón de pánico, el cual permitía pedir auxilio en caso de emergencia a la Policía Nacional Civil. Además tenían presencia de elementos de seguridad privada para proteger a los pasajeros y usuarios del servicio, esta dinámica duró aproximadamente 4 años desde la implementación total del proyecto y su retiro fue una de las muestras del fracaso del sistema de transporte que se había ideado en 2012.
Este sistema de seguridad solo duró por unos 2 años aproximadamente en todas las estaciones y paradas. A partir de allí algunas de las paradas comenzaron a mostrar deterioro de los botones de pánico, falta de personal de seguridad, poco funcionamiento de cámaras de seguridad, daño físico, robos y asaltos.

### Servicio exclusivo para mujeres
El 15 de junio de 2011 fue habilitado un servicio exclusivo para mujeres y niños menores de 12 años que pretendía prevenir abusos en contra de las mujeres. Se asignaron cuatro unidades por ruta, durante los horarios de 6:00 a 7:00 horas en la mañana y de 17:30 a 19:00 horas en la tarde. Los buses se identificaban con listones rosados en los retrovisores de las unidades y con un rótulo que indicaba que el servicio era exclusivo para mujeres.
Este servicio estuvo disponible para las rutas de Villa Hermosa, Nimajuyú, Justo Rufino Barrios, Canalitos, Kennedy, Las Pilas, Limón y Pinares del Norte.

## Críticas

### Buses

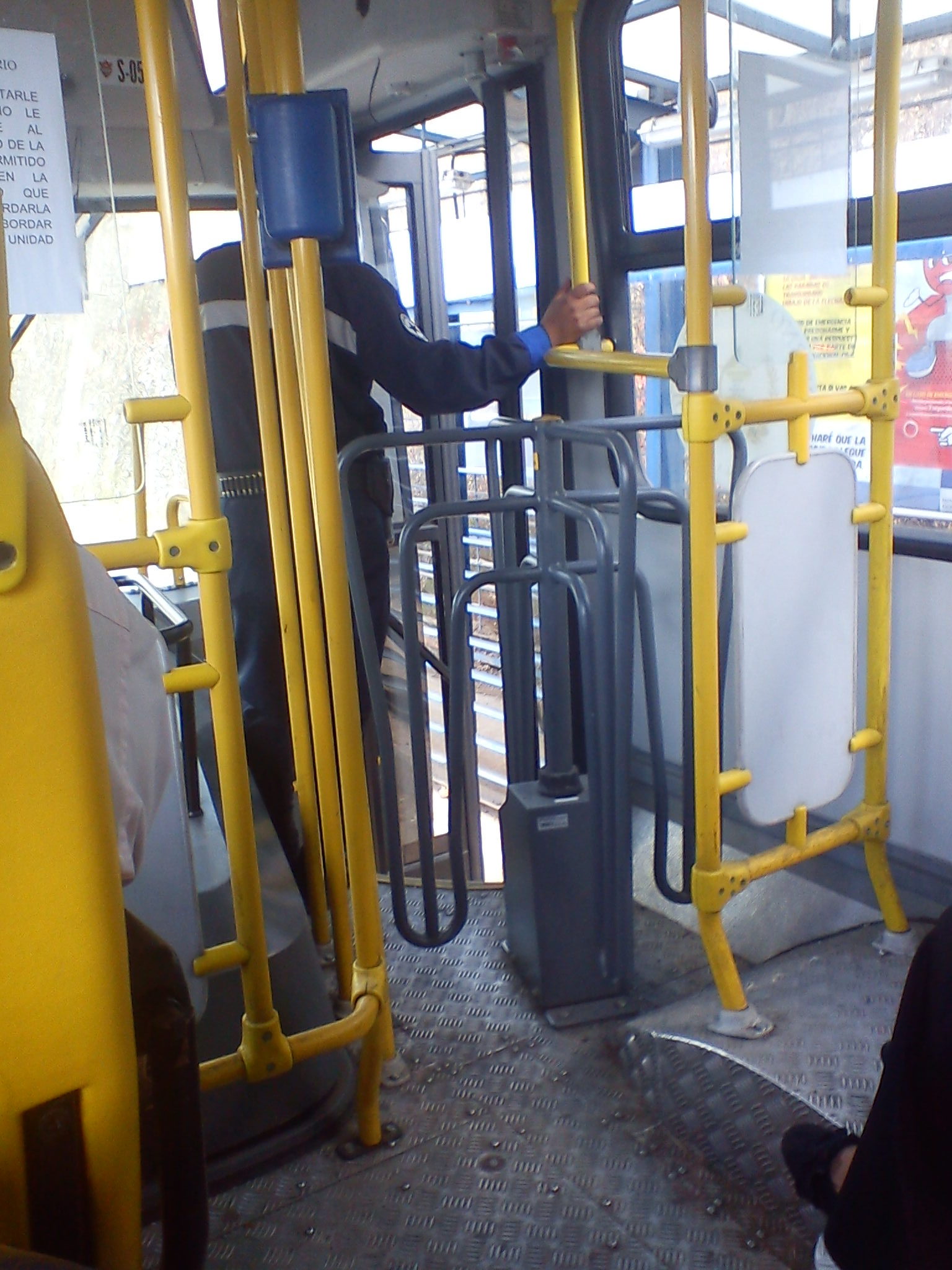
Molinete de ingreso en los buses.

Al principio cuando el sistema fue estrenado, según pasajeros, los molinetes de las unidades de acceso y salida de los buses de Transurbano eran muy pequeños, lo cual dificultaba ingresar a personas con sobrepeso.
Con el tiempo los buses fueron adquiriendo mucho deterioro por la falta de mantenimiento por parte de la empresa responsable, 

### Sistema prepago
La introducción del sistema prepago en el servicio público de transporte provocó muchos problemas, principalmente debido a la desinformación. Por lo que los vecinos no poseían la tarjeta prepago y además desconocían el lugar en donde debían obtenerla. En 2016 la Contraloría General de Cuentas expresó que deberían existir 3 mil 150 equipos de cobro electrónico en funcionamiento, pero la mayor parte de este se encentraba almacenado en las bodegas de SIGA ya sea arruinado u obsoleto.

### Discapacitados
No existieron buses de Transurbano que permitieran el ingreso accesible a las personas discapacitadas. A pesar de que en declaraciones oficiales se aseguró que ingresarían autobuses acondicionados con rampas para el ingreso de personas que se movilizaran en silla de ruedas, a pesar de esto nunca fue implementado ingresó ningún autobús que tuviera esas características.
Además, según acuerdos locales, se establece que los empresarios que prestan el servicio de transporte colectivo «deberán respetar el principio de gratuidad (...) para las personas con deficiencia física, mental o sensorial», sin embargo, a las personas discapacitadas también se les debitaba el pasaje de la tarjeta inteligente.

### Rutas
En algún momento las rutas que llegaban hasta la 4 avenida de la zona 1, sólo llegaban hasta la 10 y 12 avenidas, esto provocó que los usuarios tenían que pagar otro pasaje. Además, al suprimir el anterior sistema en estas rutas y dejarlo solamente en el trayecto posterior a la 10 y 12 avenidas, los pilotos de que cubrían dichas rutas se manifestaron en contra porque indicaron que la cuota de pasajeros era muy inferior en el nuevo trayecto respecto al anterior, lo cual los perjudicaba.

### Ampliación del servicio

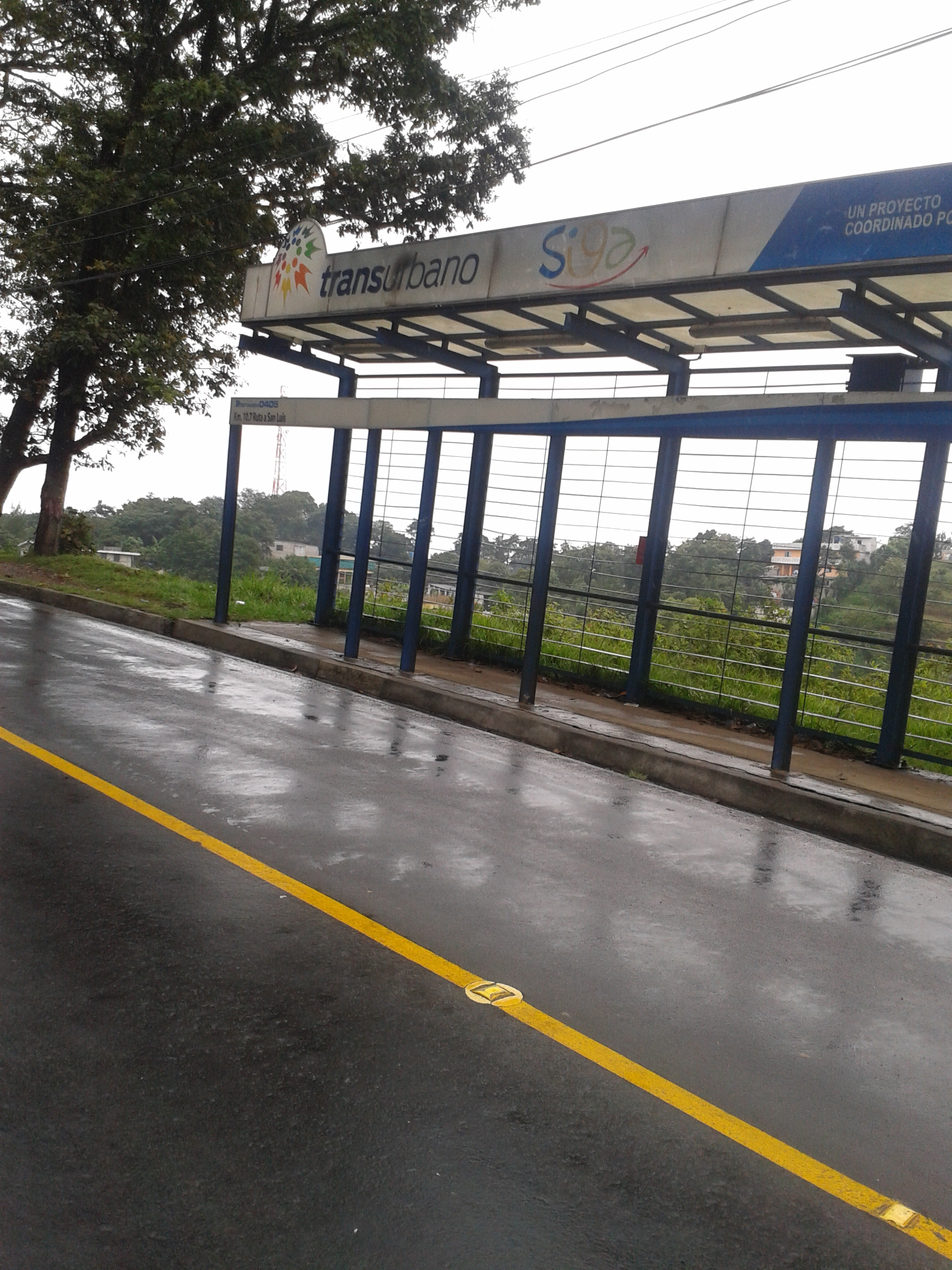
Estación de Transurbano abandonada, km 11.8 Carretera a San Pedro Ayampuc, Guatemala.

Después de dos años de la implementación del servicio, ya no se adquirieron más unidades, para finalizar la fase 2 y comenzar la fase 3 del proyecto. De 3.150 buses proyectados, solo se compraron 445. Además, se ha dicho que este proyecto fue utilizado como una bandera electoral por el entonces presidente Álvaro Colom, para promocionar la candidatura de su exesposa Sandra Torres, pero al tener impedimento constitucional para postularse para candidata a la presidencia, se abandonó el proyecto, según la revista alemana Manager.
Para el primer cuatrimestre de 2015 la empresa encargada debía alrededor de la mitad de 30 millones de Quetzales por la implementación de «Paradas Seguras», que al momento se encontraban sin mantenimiento y abandonadas. Luis Gómez, vicepresidente de la Asociación de Empresarios de Autobuses Urbanos, declaró que el servicio no podía ampliarse debido a que ya no era rentable para los empresarios la inversión en el sistema de transporte, aunque estaban buscando opciones. Además, aseguraba que el precio que tendría que tener el pasaje para que pudiera ampliarse era de Q5.14, y no Q1.10 (US$0,14) como en su momento la Municipalidad de Guatemala había autorizado la circulación. Sin embargo, en el acta de adjudicación de rutas, realizada en el año 2010, las empresas que conforman Transurbano ofertaron el precio del pasaje en Q2.83  (US$0,36), sin IVA incluido.

### Subsidio al pasaje
Durante el gobierno de Otto Pérez Molina hubo varios enfrentamientos entre la AEUA y dicho gobierno, debido a que se estableció que no era viable seguir subsidiando a la empresa debido a que el servicio que se prestaba no era de calidad, esto hizo que en 2013 se amenazara con incrementar el valor del pasaje a Q.5.25 (US$0,67) pero no se llegó a ningún acuerdo sobre la seguridad en las paradas y a partir de allí se abandonaron en su mantenimiento.
Con el paso de los años el precio del pasaje fue aumentado alegando que los entes de gobierno eliminaron el pago del subsidio al pasaje en 2014 debido a incumplimientos de parte de la empresa, en 2016 el precio ya se acercaba a Q.2.00  (US$0,25) o Q.2.50  (US$0,32) en algunas rutas, para 2018 ya en la mayoría se pagaban Q.3.00  (US$0,38). Debido a la pandemia de COVID-19 el servicio tuvo que paralizarse y al retomar la circulación aumentaron el precio a Q.5.00  (US$0,63) con el pretexto de las restricciones a la movilidad y el distanciamiento físico entre personas, sin embargo para las pocas unidades aún en circulación en 2023 el precio sigue siendo el mismo.

### Incumplimiento de responsabilidades patronales
Durante muchos años se supo que las empresas encargadas no realizaban el pago correspondiente a la cuota patronal ante el Instituto Guatemalteco de Seguridad Social o que los realizaban con retrasos, esto se confirmó cuando en varias ocasiones los pilotos paralizaron labores principalmente los del eje sur.

## Galería

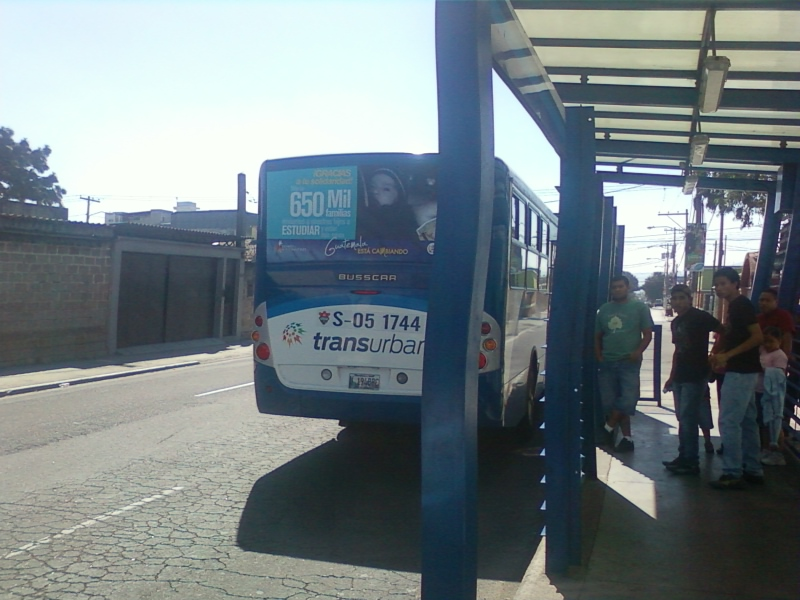
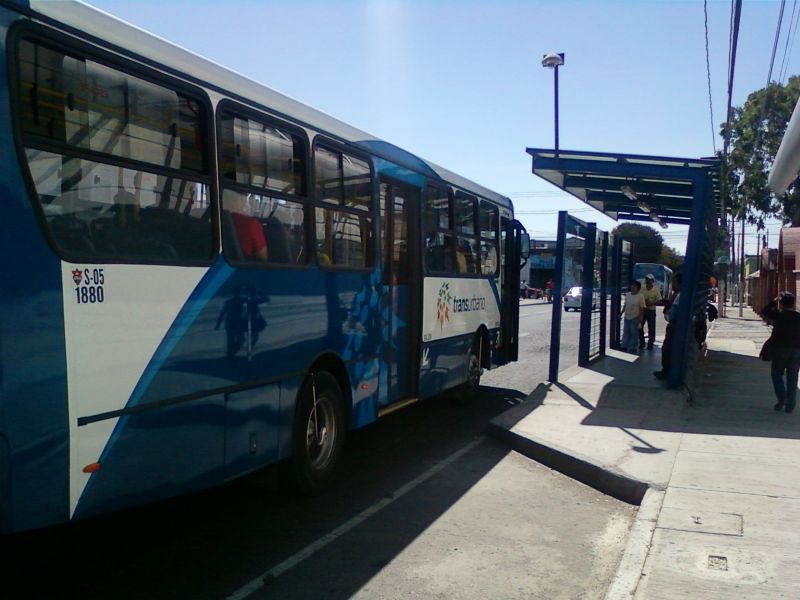
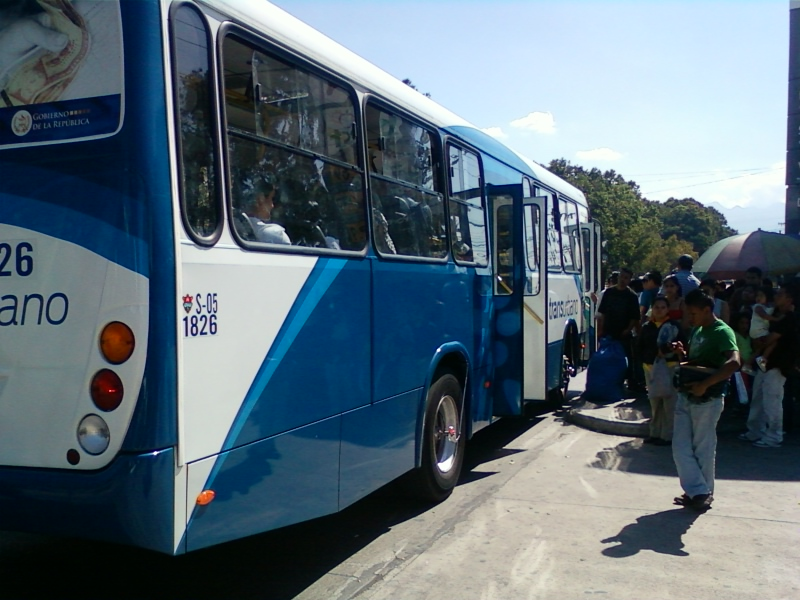
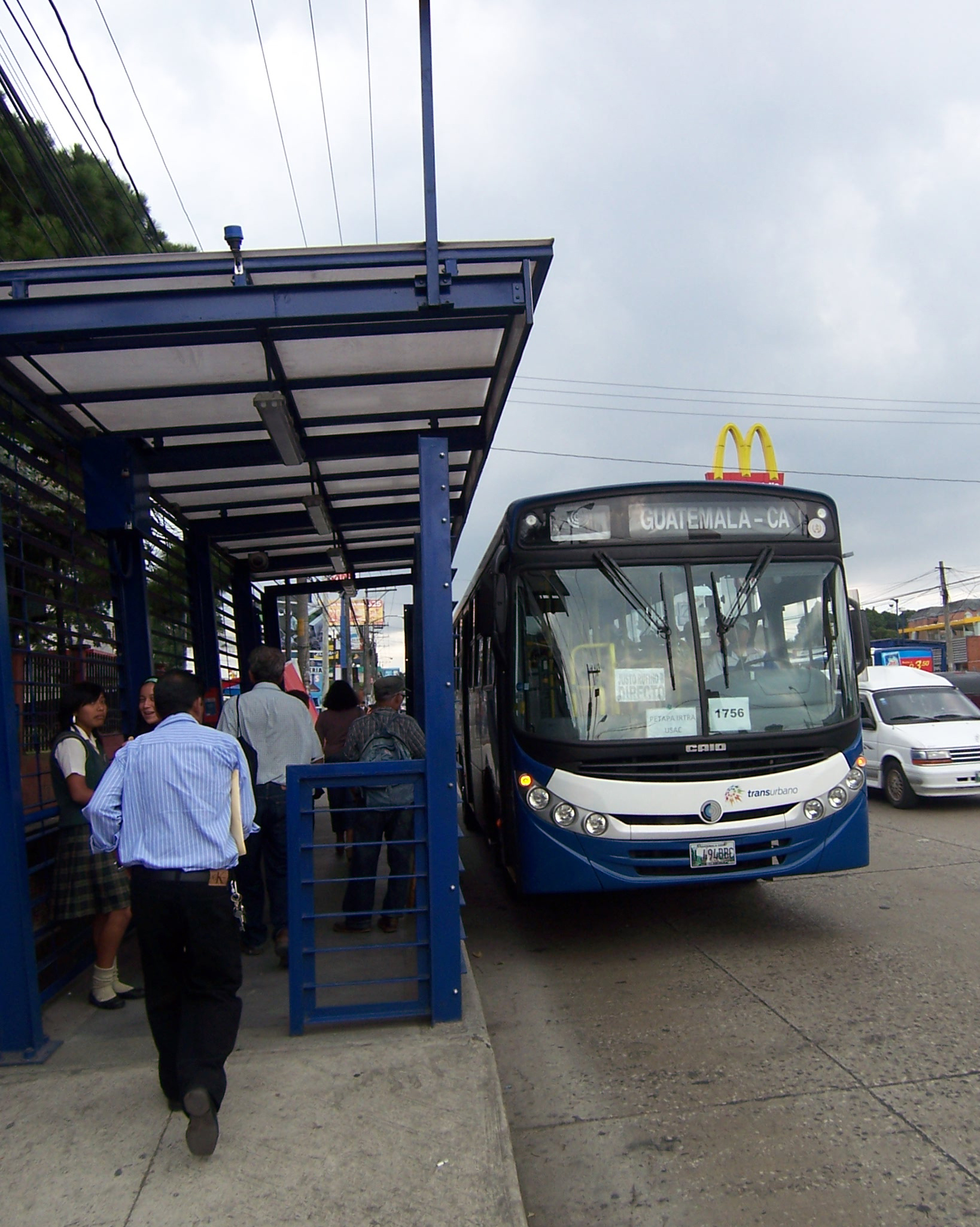
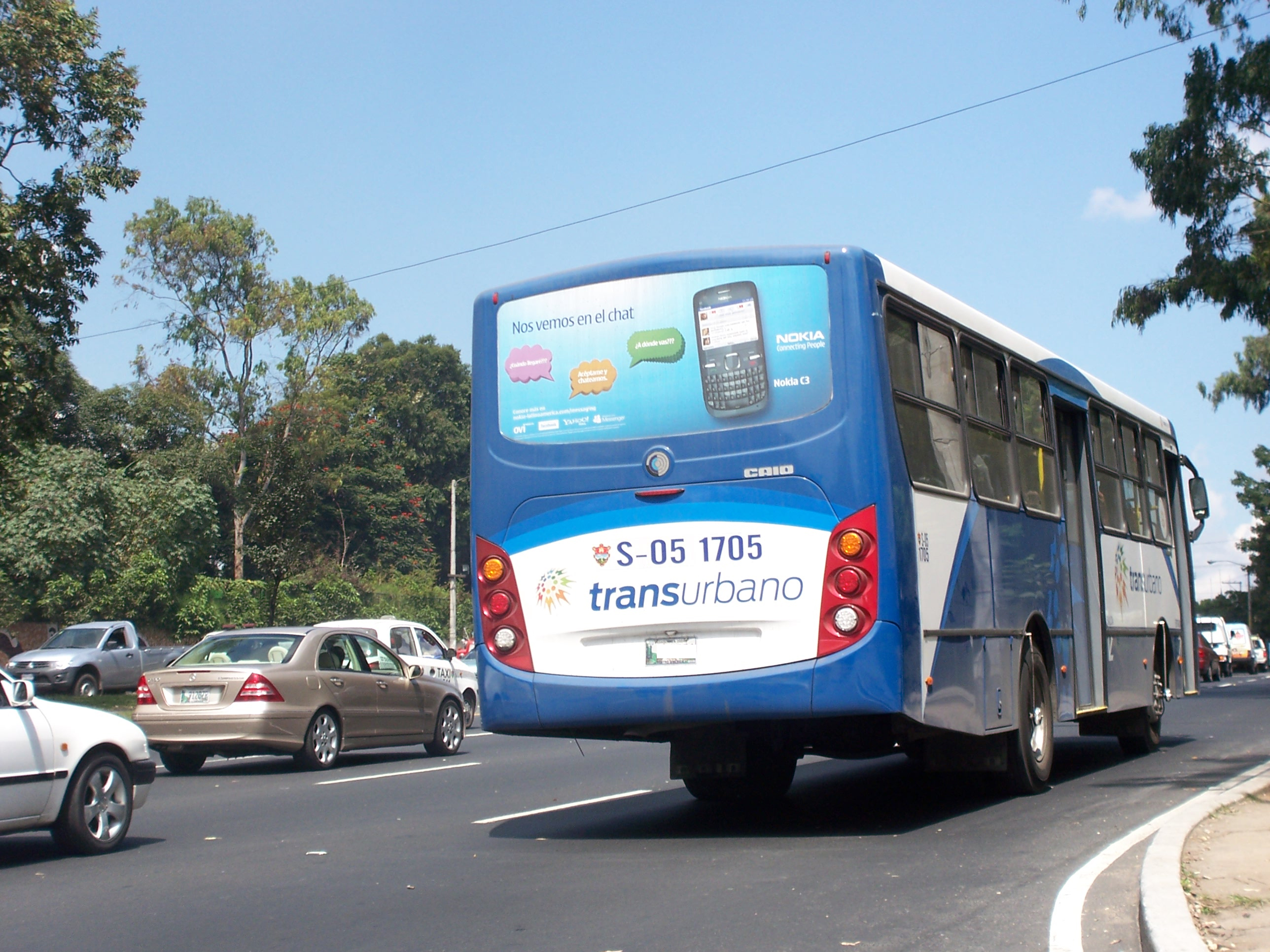
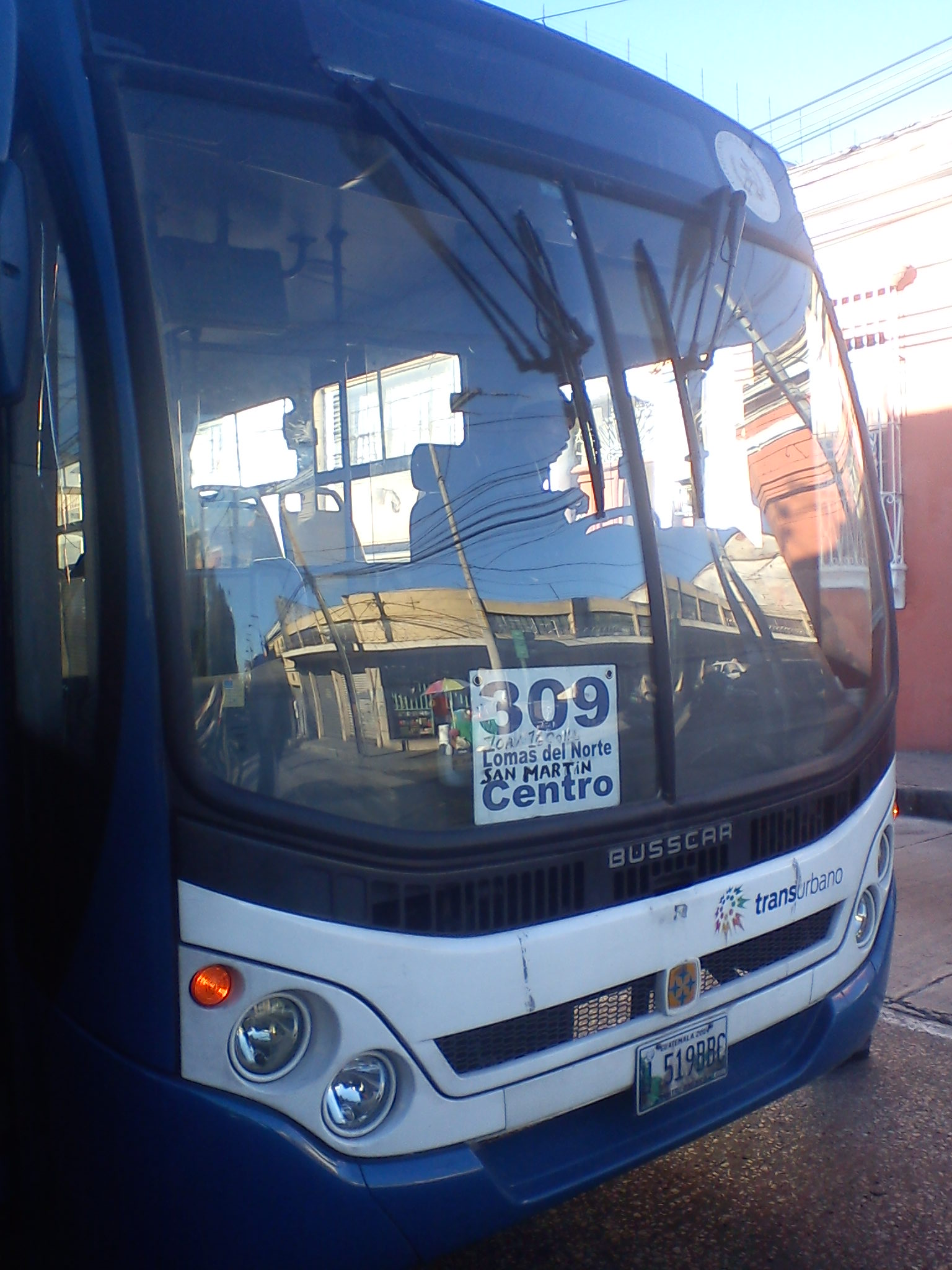